# André Van Lysebeth
André Van Lysebeth (Bruxelles, 11 ottobre 1919 – Perpignano, 28 gennaio 2004) è stato uno dei pionieri dello yoga in Occidente.
Ha scritto diverse opere sullo yoga e una sul tantra. I suoi libri sono stati tradotti in decine di lingue e hanno raggiunto, in alcuni casi, tirature di milioni di copie. Il suo insegnamento ha influenzato un'intera generazione di insegnanti di yoga.

## Biografia
André Van Lysebeth iniziò a praticare yoga all'età di 26 anni. Dal 1949 fu allievo di Swami Sivananda, dal quale riceveva istruzioni per via epistolare. Solo nel 1963 incontrò il suo maestro di persona a Rishikesh nell’India del Nord, poco prima della morte di quegli. Sivananda gli conferì il diploma dell'Accademia ‘'Yoga Vedanta Forest”" di Rishikesh. Successivamente, con la rivista specialistica Yoga, pubblicata in lingua francese dal 1963 al 2008, si fece conoscere in Occidente. Dal 1964 studiò con SriKrishna Pattabhi Jois . Nel 1965 fondò la Società Yoga del Belgio e nel 1972, insieme a Gérard Blitz (il fondatore del Club Méditerranée), l'Unione Europea di Yoga , ramo europeo della Federazione Internazionale di Yoga. Nel 1967 percorse l'India del Sud per conoscere le tradizioni locali di yoga.
Il suo primo libro J'apprends le yoga  fu pubblicato nel 1968 ed è pensato per lo stile di vita occidentale. Descrive tecniche per la respirazione di base e il rilassamento. Contiene le āsana della “Serie Rishikesh” di Swami Sivananda (12 posizioni yoga di base tra cui “il saluto al sole” e le tecniche di pulizia interna. La descrizione delle āsana e delle loro varianti è meticolosa. Inoltre sono evidenziati i tanti errori in cui si può incorrere con l’auto apprendimento.

## Opere
- 1963: Fondazione e direzione editoriale della rivista francese Yoga, bimestrale (saltuariamente pubblicata in doppi e tripli numeri). Nell'ottobre del 2000 uscì il numero 290.
- 1968: J'apprends le yoga  (yoga per la gente di oggi), Monaco di Baviera 1999, ISBN 3-442-16164-9
- 1969: Je perfectionne mon yoga (a se stessi attraverso lo yoga), Monaco di Baviera 1991, ISBN 3-502-63413-0
- 1971: Pranayama - la dynamique du souffle,  (Pranayama - il grande potere del respiro), Berna 1995, ISBN 3-502-63414-9
- 1977: Ma séance de yoga,  (La mia classe di yoga al giorno), Stoccarda 1981, ISBN 3-7773-0538-3
- 1988: Tantra, le culte de la Féminité [dt] Tantra per l'uomo moderno, Monaco di Baviera 1990, ISBN 3-570-03549-2
- 2002: 2 x 7 jours pour rajeunir, ISBN 2-08-201353-7, (non tradotto)

## Edizioni in lingua italiana
- I miei esercizi di yoga --- Ed. Mursia ISBN 9788842515739 (in collaborazione con Denise Van Lysebeth)
- Imparo lo yoga --- Ed. Mursia ISBN 9788842500438
- Perfeziono lo yoga  --- Ed. Mursia ISBN 9788842501954
- Tantra: L'altro sguardo sulla vita e sul sesso --- Ed. Mursia ISBN 9788842512752
- Pranayama, la dinamica del respiro --- Ed. Astrolabio ISBN 9788834002889